# 马茨灵
马茨灵是德国巴伐利亚州的一个市镇。总面积20.50平方公里，总人口3168人，其中男性1629人，女性1539人（2011年12月31日），人口密度155人/平方公里。